# Самоубийцы: История любви
«Самоубийцы: История любви» (англ. Wristcutters: A Love Story) — американская романтическая чёрная трагикомедия хорватского режиссёра Горана Дукича 2006 года, про приключение друзей в загробном мире самоубийц. Главные роли в котором сыграли Патрик Фьюгит, Ши Уигхэм и Шэннин Соссамон.

## Сюжет
После того как молодой парень по имени Зия свёл счёты с жизнью, он попал в безумный загробный мир, уготованный самоубийцам. Это мир унизительной работы, грязных баров и старых музыкальных автоматов. Получив работу в пиццерии, Зия понимает, что его нынешняя жизнь не так уж отличается от жизни прежней, лишь немногим хуже. Но всё меняется, когда он узнает, что девушка, которую он любил, тоже покончила жизнь самоубийством. И Зия отправляется в путешествие по загробному миру, чтобы найти любовь своей земной жизни.

## В ролях
| Актёр            | Роль    |
| ---------------- | ------- |
| Патрик Фьюгит    | Зия     |
| Ши Уигхэм        | Евгений |
| Шэннин Соссамон  | Микал   |
| Лесли Бибб       | Дезире  |
| Марк Бун младший | Майк    |
| Клейн Кроуфорд   | Джим    |
| Том Уэйтс        | Кнеллер |
| Уилл Арнэт       | Мессия  |

## Критика
Картина собрала 446 165 долларов в американском прокате при бюджете в 1 000 000 долларов. На сайте Rotten Tomatoes ей присвоен рейтинг 65%.
Фильм завоевал приз МКФ в Сиэтле за лучшую режиссуру, приз фестиваля Gen Art за лучший художественный фильм, Приз зрительских симпатий на фестивале в Мотовуне (Хорватия), приз за лучший кинодебют фестиваля в Филадельфии, а также номинации на Independent Spirit Award (за лучший сценарий и лучший дебют в игровом кино) и Humanitas Prize (за лучший сценарий), на Гран-при за драматический фильм Кинофестиваля в Сандэнсе.

## Интересные факты
- Имя и образ главного героя Евгения является прямой отсылкой к личности фронтмена американской группы Gogol Bordello Евгения Гудзя. В саундтрек кинокартины вошли его песни в исполнении Gogol Bordello: «Through the Roof 'n' Underground», «Occurrence on the Border», «Huliganjetta»[4].
- Во время сцены в баре можно услышать песню «Love Will Tear Us Apart» легендарной группы Joy Division, солист которой Йен Кёртис покончил с собой.